# Joanna Węglarz
Joanna Węglarz, z domu Byczyńska (ur. 22 lutego 1973 w Bydgoszczy) – polska szachistka.

## Kariera szachowa
Jako juniorka należała do krajowej czołówki. W 1988 r. zdobyła w Bydgoszczy srebrny medal drużynowych mistrzostw Polski juniorów (w barwach klubu "Hetman" Bydgoszcz), w 1990 r. zajęła w Koninie IX m. w finale mistrzostw Polski juniorek do 20 lat, natomiast w 1991 r. zdobyła brązowy medal w rozegranych w Limanowej mistrzostwach Polski juniorek do 18 lat. W latach 1995–2000 nie startowała w turniejach klasyfikowanych przez Międzynarodową Federację Szachową, a w kolejnych latach uczestniczyła przede wszystkim w rozgrywkach drużynowych (okręgowych oraz centralnych), reprezentując klub "Chemik" Bydgoszcz oraz "Baszta" Żnin.
W 2006 r. zdobyła we Wrocławiu brązowy medal indywidualnych mistrzostw Polski Szkół Wyższych. W 2010 r. odniosła największy sukces w karierze, zdobywając w Myśliborzu tytuł mistrzyni Polski w szachach błyskawicznych.
Najwyższy ranking w karierze osiągnęła 1 stycznia 1994 r., z wynikiem 2095 punktów dzieliła wówczas 37-40. miejsce wśród polskich szachistek.